# Стів Крем
Стів Крем  (англ. Steve Cram, 14 жовтня 1960) — британський легкоатлет, олімпійський медаліст.

## Виступи на Олімпіадах
| Олімпіада         | Дисципліна         | Місце     |
| ----------------- | ------------------ | --------- |
| Москва 1980       | біг на 1500 метрів | 8         |
| Лос-Анджелес 1984 | біг на 1500 метрів | 2         |
| Сеул 1988         | біг на 800 метрів  | 6 h3 r2/4 |
| Сеул 1988         | біг на 1500 метрів | 4         |